# 7,5 cm KwK 37

Гармата 7.5cm KWK 37 L/24 у Музеї Бундесверу в Дрездені

KwK 37 L/24 (нім. 7,5 cm Kampfwagenkanone 37 L/24) — 75 мм німецька танкова гармата, яку використовували в Другій світовій війні головним чином, як основний калібр (англ. chief weapon) ранніх серій танка Panzer IV і штурмґешуце StuG III.

## Основні відомості
Цю гармату було спроектовано як короткоствольну гармату для безпосередньої підтримки піхоти. Гармата стріляла осколково-фугасним снарядом (звідси і дуже коротка довжина ствола) — надзвичайно ефективною протипіхотною і протитанковою зброєю для слабкоброньованих цілей початку війни. Починаючи з березня 1942-го року, нові серії Panzer IV і StuG III мали вдосконалену гармату із довшим стволом 7.5 cm KwK 40. Гармати KwK 37 демонтували з ранніх серій Panzer IV і часто монтували на пізніші серії танків Panzer III (наприклад, Pz III N) і різні серії броньовиків (див.унизу)

## Види снарядів

Снаряди до гармати 7.5cm KWK 37 L/24

На цій гарматі використовували до семи різних снарядів — як бойової амуніції, так і допоміжного призначення. Серед них такі:
- K.Gr.rot.Pz. — бронебійний снаряд (із захисним ковпачком)
- Kt. Kw. K. — картеч
- Nbgr. Kw. K. — димовий снаряд
- Gr.38 Hl/A — кумулятивний снаряд
- Gr.38 Hl/B — кумулятивний снаряд
- Gr.38 Hl/C — кумулятивний снаряд
- 7.5 cm Sprgr.34 — осколково-фугасний снаряд

### PzGr. 39/43 бронебійний снаряд
- Маса снаряда: 6.8 кг (22.48 фунтів)
- початкова швидкість: 385 м/с
- Пробивна здатність: (Див.таблицю) 
 наведено для броньованої пластини під кутом 30 градусів від горизонталі

| Відстань (м) | Пробиття (мм) | Пробивна здатність % |
| ------------ | ------------- | -------------------- |
| 100          | 41            | 100                  |
| 500          | 39            | 100                  |
| 1000         | 35            | 97                   |
| 1500         | 33            | 82                   |
| 2000         | 30            | 70                   |

## Стояла на озброєнні
Гармату було встановлено на таку техніку:
- Neubaufahrzeug (Nb.Fz.)
- Panzer III Ausf. N
- Panzer IV Ausf. A, C, D, E і F
- StuG III Ausf. A, B, C, D і E
- SdKfz.233 Schwerer Panzerspähwagen «Stummel»
- SdKfz.234/3 Schwerer Panzerspähwagen «Stummel»
- SdKfz.251/9 Schützenpanzerwagen (7.5 cm KwK37) «Stummel»

## Галерея

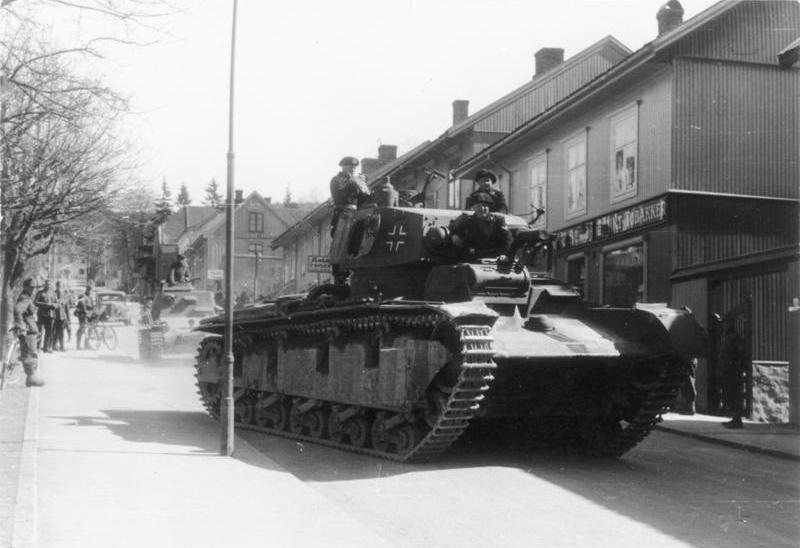
Neubaufahrzeug
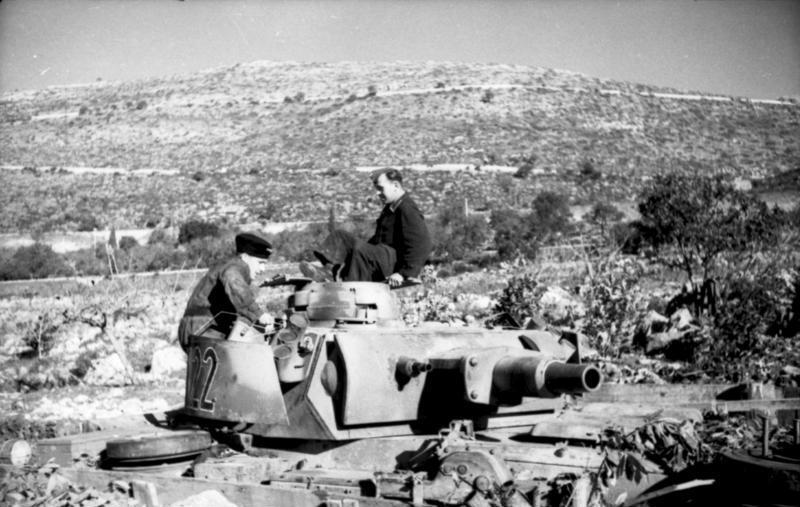
PzKpfw III  Ausf.N з гарматою 7.5 cm KWK 37 L/24
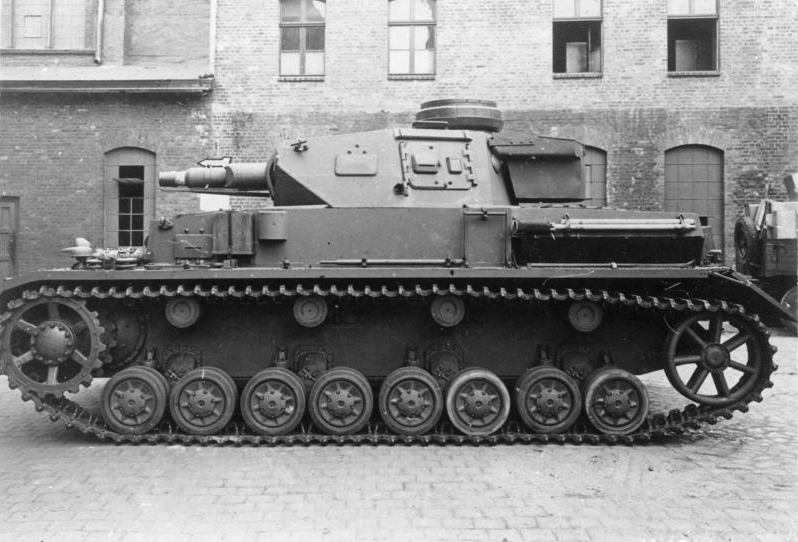
PzKpfw IV Ausf.D з гарматою 7.5 cm KWK 37 L/24
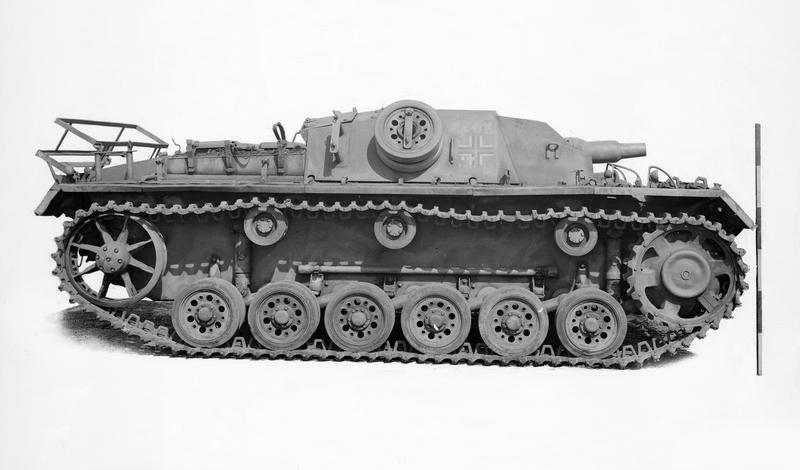
StuG III Ausf.B
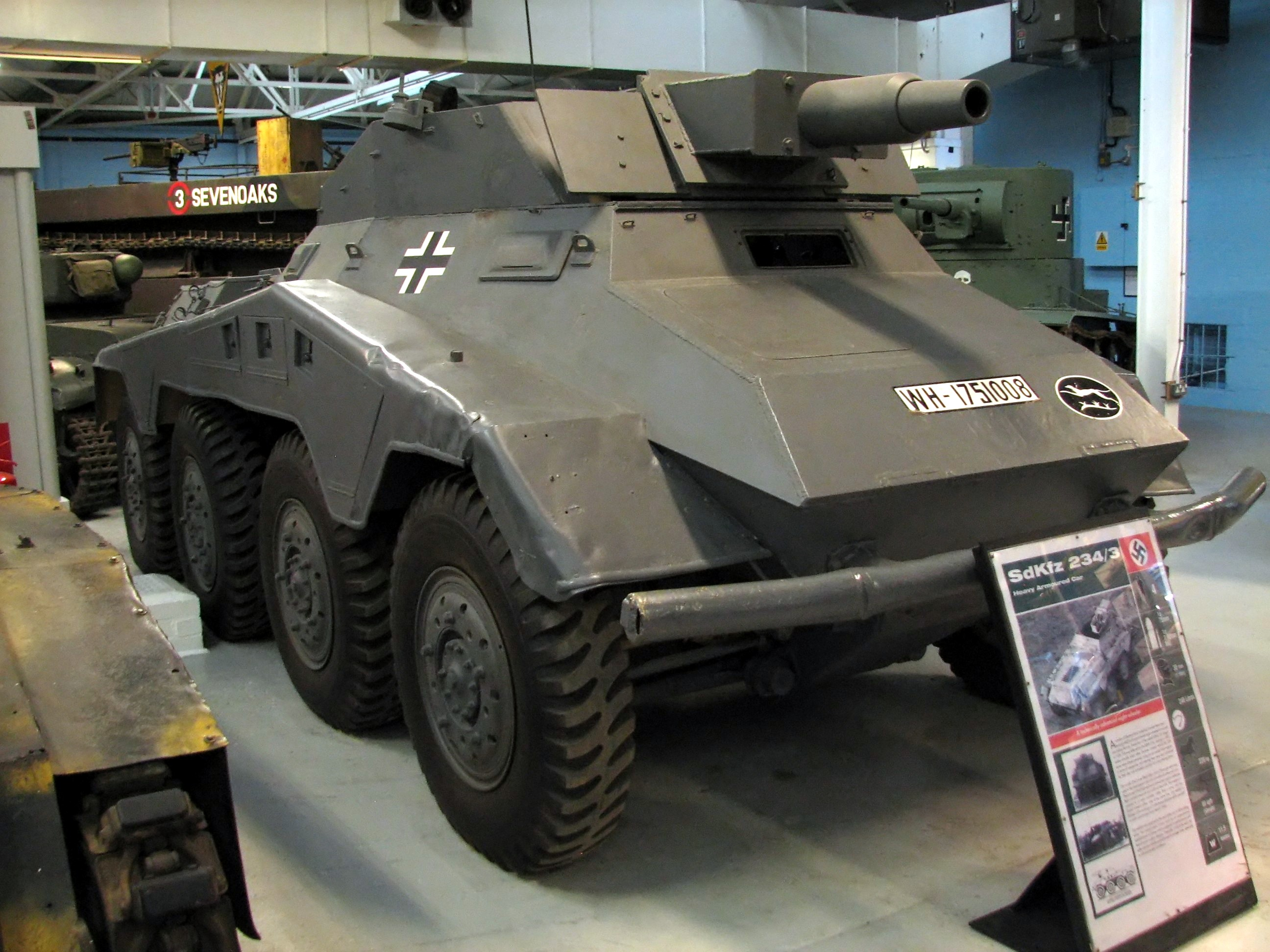
Sd.Kfz. 234/3 «Stummel»
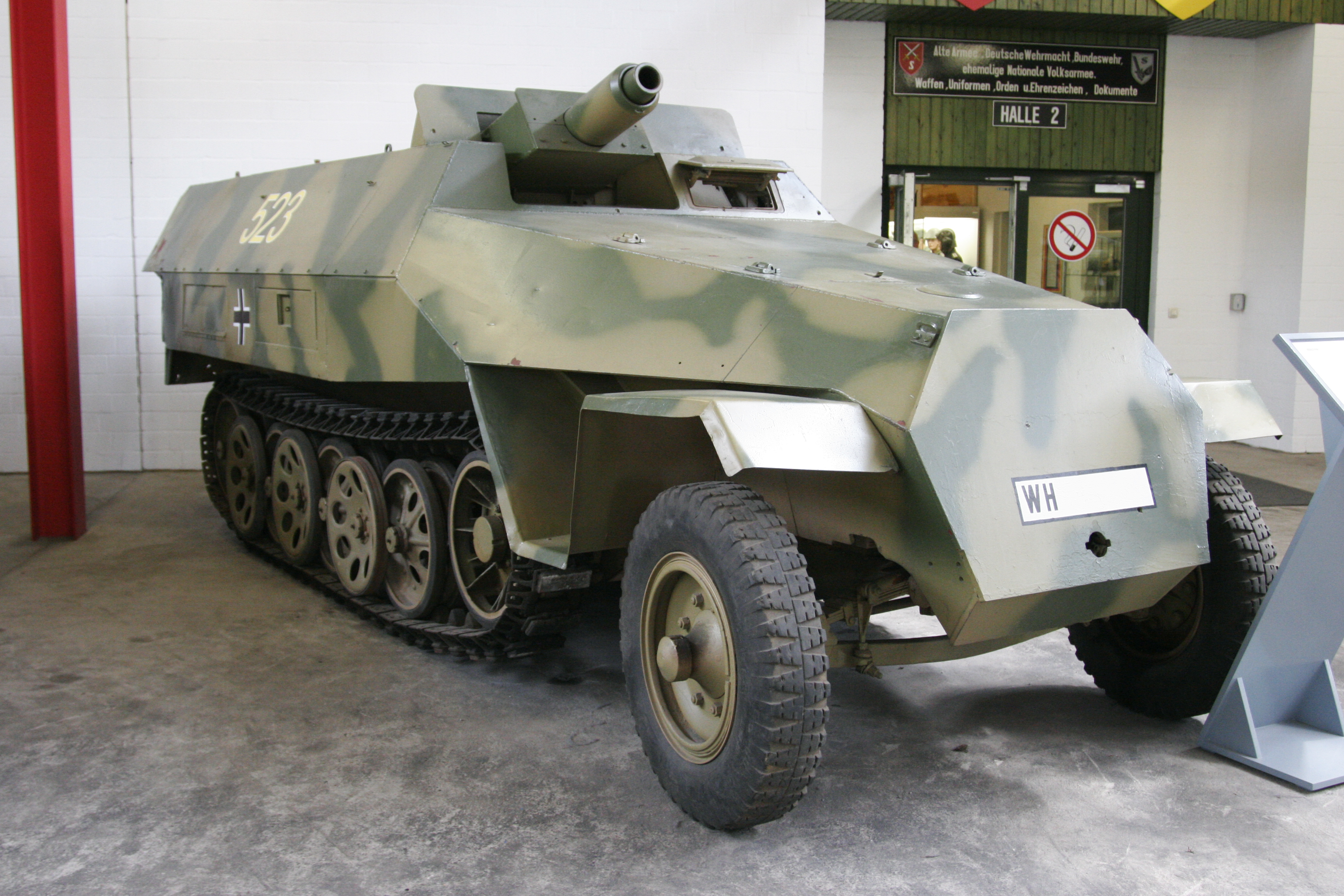
Sd.Kfz. 251/9 «Stummel»